# Eurobandið
Eurobandið (также Euroband) — исландский поп-дуэт из Рейкьявика. В состав группы входят Фридрик Оумар (исл. Friðrik Ómar) и Регина Оуск (исл. Regína Ósk). Дуэт был выбран, чтобы представить Исландию на конкурсе Евровидение 2008 в Белграде (Сербия). Группа исполнила песню «This Is My Life» («Это моя жизнь»). Сначала песня была исполнена во 2-м полуфинале, и набрала достаточное количество очков, чтобы попасть в финал конкурса. В финале представители Исландии получили 64 очка, и расположились на 14-й позиции (из 25-ти возможных).
Участники коллектива также выступают сольно, и в настоящее время они очень популярны у себя на родине.

## Дискография
- This is my life (2009)